# جيف تيج
جيف تيج (بالإنجليزية: Jeff Teague)‏ مواليد 10 يونيو 1988، هو لاعب كرة سلة أمريكي يلعب مع فريق مينوستا تيمبروولفز في الرابطة الوطنية لكرة السلة ويحمل الرقم 0. يبلغ طوله 6 قدم 2 بوصة (1.9 م).

## فرق لعب لها
- أتلانتا هوكس

## روابط خارجية
- جيف تيج على موقع إن بي أي (الإنجليزية)
- جيف تيج على موقع سبورتس رفرنس (الإنجليزية)
- جيف تيج على موقع كرة السلة الأوروبية.كوم (الإنجليزية)
- جيف تيج على موقع DraftExpress.com (الإنجليزية)
- جيف تيج على موقع إي إس بي إن.كوم (الإنجليزية)
- جيف تيج على موقع كلية كرة السلة في سبورتس رفرنس.كوم (الإنجليزية)
- جيف تيج على موقع ريلجم (الإنجليزية)
- جيف تيج على موقع بروبوليرز (الإنجليزية)